# Koloděje nad Lužnicí

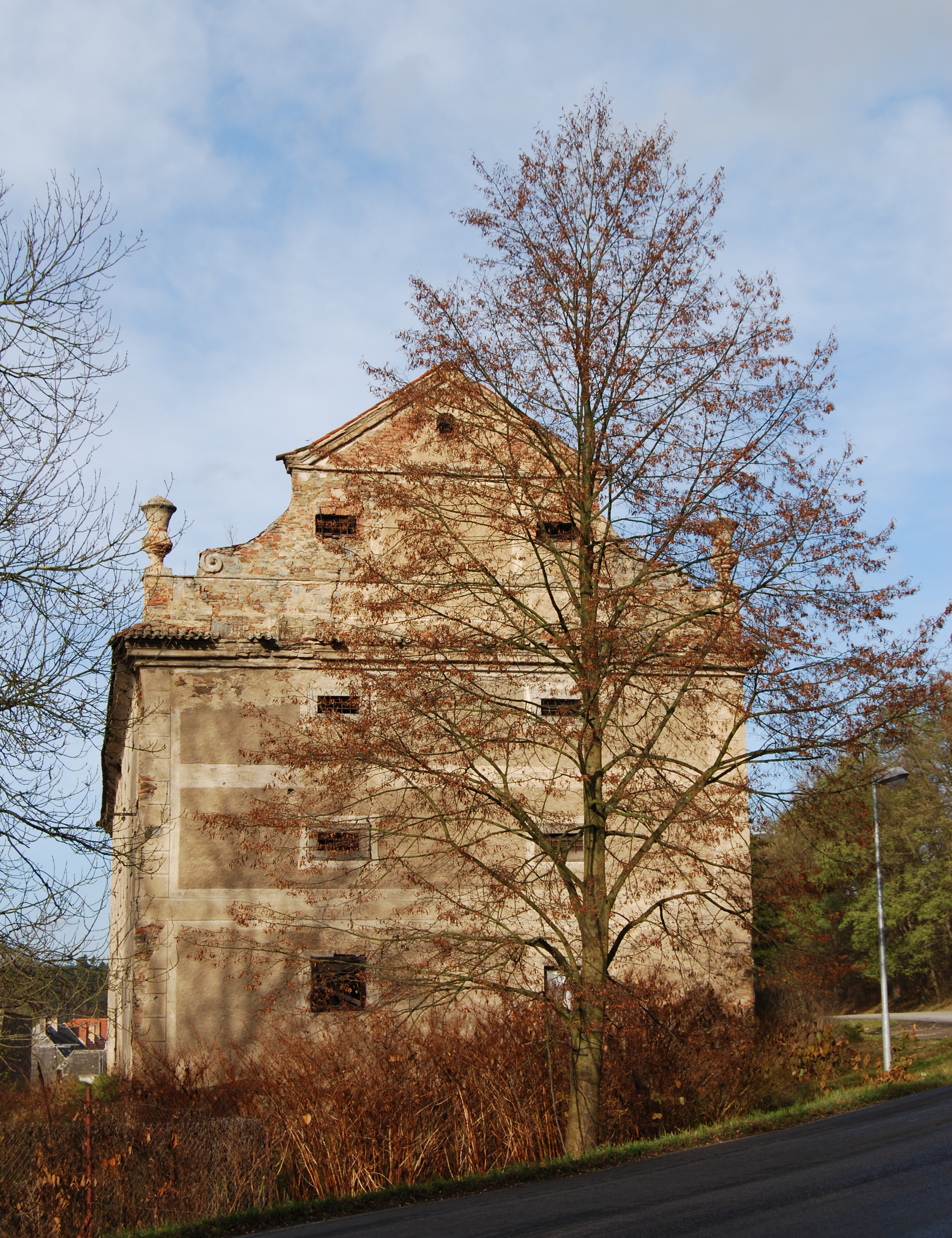
Magasin baroque.

Koloděje nad Lužnicí, jusqu'en 1923 Koloděje (en  allemand : Kaladey) est un quartier de la ville de Týn nad Vltavou en République tchèque. Il est situé à trois kilomètres au nord de Týn nad Vltavou, en  Bohême-du-Sud, et appartient à l'okres České Budějovice. 

## Personnalités liées à la localité

### Natifs
- Alfréd Radok (1914-1976), metteur en scène de théâtre et cinéaste, fondateur du Laterna magika
- Emil Radok (1918-1998), metteur en scène de théâtre, fondateur du Laterna magika

### Autres
- Matěj Kopecký (1775-1847), marionnettiste a passé ses derniers mois à Koloděje avec son ami Václav Šonka et y est décédé. Sa tombe se trouve à Týn nad Vltavou.